# Palacio de la Diputación de Lérida
41°37′04.28″N 0°37′47.53″E / 41.6178556, 0.6298694

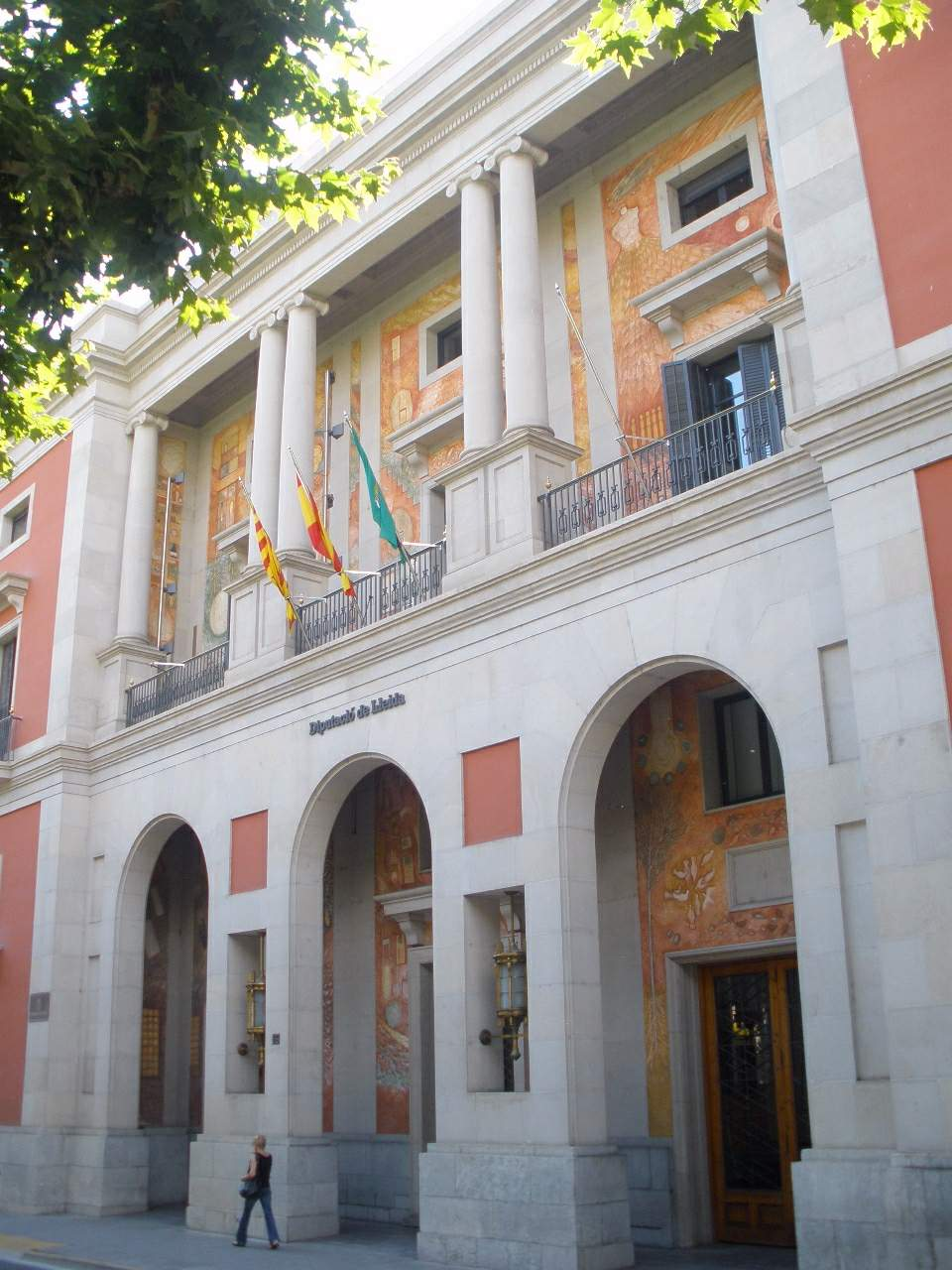
Vista del palacio de la Diputación

El Palacio de la Diputación de Lérida es un edificio institucional que alberga desde 1898 la sede central de la Diputación de Lérida, gobierno local de la provincia de Lérida. Está situado en la ciudad de Lérida, en la Rambla de Ferran y en la calle del Carmen y actualmente acoge la Secretaría General, Cooperación Municipal, Área Económica, Informática, Recursos Humanos, Recursos Patrimoniales y Archivos, Estudios e Información, además de toda la actividad política como el Pleno, la Presidencia, la Junta de Gobierno y las diferentes Comisiones Informativas. 
Originalmente, el edificio se construyó entre el año 1789 y el 1795 como hospicio encima del antiguo Hospital del Santo Espíritu destruido por la Guerra de Sucesión. El 1873 se quiso establecer la sede de la Diputación en este emplazamiento pero el hospicio estaba en ruinas. Los diputados querían construir un edificio de nueva planta costeado con la venta del antiguo hospicio de la calle del Carmen, pero por falta de recursos tuvo que abandonar el antiguo convento de San Francisco y se arregló el edificio para establecer la sede de la Diputación.